# محمود عبد العاطي
محمود عبد العاطي محمد لاعب كرة قدم مصري ، يلعب حاليًا لنادي الإسماعيلي في مركز خط الوسط الدفاعي.

## الإنجازات
الزمالك
- كأس مصر:
  - البطل (1): 2018[1]

## روابط خارجية
- محمود عبد العاطي على موقع قاعدة بيانات كرة القدم.إي يو (الإنجليزية)
- محمود عبد العاطي على موقع Soccerway.com (الإنجليزية)

- محمود عبد العاطي